# 傅振倫
傅振倫（1906年—1999年），字維本，河北省新河縣人，家中為河北望族。1929年畢業於北京大學歷史學系，曾於北京大學、北平大學、東北大學、南開大學、中國人民大學等知名學府任教。為中國近代著名學者、歷史學家、考古學家、文物博物館專家，中國共產黨黨員，曾任職於中國歷史博物館研究員（現為中國國家博物館）、故宮博物院學術委員、北京文物調查研究組主任、文化部及北京大學考古人員訓練班教師，中國博物館學會和中國考古學會名譽理事。
傅振倫一生治學嚴謹，學問廣博，對於中國的歷史學、文物考古、科技史、陶瓷史、軍事史、民俗學、語言學及博物館學等領域，均有深入研究，對近代中國的史學、考古學、方志學及博物館的發展有一定的建樹。

## 生平
1906年 出生於河北省新河縣。
1922年 畢業於河北省冀縣第十四中學。
1927年 主持編纂《新河縣志》。
1929年 畢業於北京大學歷史學系。同年隨馬衡、常惠在河北省易縣進行燕下都考古發掘考察。
- 1931年 參與故宮博物院南遷工作。整理研究「居延漢簡」。
- 1934－1940年 於故宮博物院任職。
- 1935－1936年 參與「倫敦中國藝術國際展覽會」工作。[8][9][10]
- 1939－1940年 赴蘇聯莫斯科參與籌辦「蘇聯中國藝術展」工作。[8]
- 1941年 負責擬定《全國檔案館組織條例》。
- 1949年 於北平歷史博物館任職，擔任保管部主任，兼任北京市文物調查研究組組長、故宮博物院學術委員。[2]
- 1956年 負責校定《蘇聯博物館學基礎》，由文物出版社編譯。
- 1957年 被劃為右派。
- 1959年 調任中華書局編輯。[2]
- 1979年 擔任中國歷史博物館研究員。[2]
- 1999年5月8日 因病逝世，享年93歲。

## 著作
傅振倫先生一生著述豐富，出版學術著作有20餘種，各類研究論文、文章近五百篇，主要著作有：
- . 商務印書館. 1935.
- . 浙江人民出版社. 1999. ISBN 9787213016752.
- . 商務印書館. 1957.
- . 檔案出版社. 1988. ISBN 9787800191404.
- . 華東師範大學出版社. 1997. ISBN 9787561716861.
- . 華東師範大學出版社. 1997. ISBN 9787561717721.

## 外部連結
- 论傅振伦的史学史研究 （页面存档备份，存于）扬州大学.洪前兵.[2016]
- 傅振伦—人物评价 （页面存档备份，存于）傅振伦紀念館.[2016-25-26]
- 傅振伦的研究生研究证 （页面存档备份，存于）中國社會科學網.光明日報.程陶庵.[2015-07-31]